# 沂水专区
沂水专区，中华人民共和国山东省已撤消的专区，在今山东省中部。
1950年，由原鲁中南行政区沂蒙专区改设。沂水专区，由山东省直辖，专员公署驻沂水县。辖原属沂蒙专区的沂水、莒沂、沂南、蒙山、蒙阴、沂源6县及原属滨海专区的莒县、日照、莒南3县。
1952年，撤销蒙山县，并入平邑、费县2县。
1953年，撤销沂水专区，将沂水、莒县、莒沂、莒南、沂南、蒙阴、沂源7县划归临沂专区；日照县划归胶州专区。